# Gare d’Aigues-Vives
Gare d’Aigues-Vives vasútállomás Franciaországban, Aigues-Vives településen.

## Vasútvonalak
Az állomást az alábbi vasútvonalak érintik:
- Tarascon–Sète-Ville-vasútvonal

## Kapcsolódó állomások
A vasútállomáshoz az alábbi állomások vannak a legközelebb:
- Gare de Vergèze - Codognan
- Gare de Gallargues